# Плоєштський тролейбус
Плоєштський тролейбус — тролейбусна мережа в місті Плоєшті в Румунії. Відкрита 1 вересня 1997 року.

## Історія
Тролейбусний рух вікрито 1 вересня 1997 року на маршруті 201 Pod Înalt- Hale Coreco. Мережу протяжністю 7600 м обслуговували 5 тролейбусів Rocar 312E.
У 2001 році мережа розширюється на Південний вокзал, відкрито лінію 202, яку обслуговують 5 тролейбусів Rocar, а також 5 вживаних тролейбусів Berliet ER100, придбаних у 1999 році в місті Сент-Етьєн.
Після відкриття лінії 202 лінія 201 використовувалася лише в літній сезон, коли бульвар Незалежності був закритий для руху.
У 2006 році тролейбусну мережу було розширено вздовж вулиць Elena Doamna, Malu Roșu, Podul Înalt і Soseaa Vestului, утворивши лінію 244, яка сьогодні називається 44. Крім того, було відкрито сполучну лінію між вулицями Malu Roșu та Георге Кантакузіно. У той же час відкрито лінію 44H: Malu Rosu-Hale Coreco, і використовується влітку у вихідні дні. 
Також у 2006 році було закуплено 15 тролейбусів FBW 91 GTS у міста Женева, щоб доповнити потребу в тролейбусах, збільшивши загальну кількість до 25.
У 2010 році мерія придбала 24 тролейбуси Neoplan N6121, які повністю замінили парк, таким чином всі 25 старих тролейбусів були списані.
У цьому ж році повністю скасовуються маршрути 44Н і 201 і демонтується контактна мережа завдяки паливним допоміжним двигунам тролейбусів Neoplan, які дозволяли їм доїхати до району Південного вокзалу в обхід бульвару.
У 2014 році разом із трамвайною модернізовано тролейбусну мережу Західного шосе.
У 2021 році мерія закуповує 20 нових тролейбусів Solaris Trollino 12, які замінили 19 тролейбусів Neoplan. 5 тролейбусів Neoplan, які залишилися використовувати як резерв. Того ж року завдяки тролейбусам Solaris, які повністю залежать від мережі, мережу маршруту 201 було відновлено через 11 років, а лінії 44H і 201 відновлено з позивними 44S і 202S.
У 2022 році списано останні тролейбуси Neoplan із 5-ти.. 

## Лінії
Станом на 2023 діє 2 регулярні тролейбусні маршрути:
- 44  Malu Roșu - Південний вокзал
- 202  Pod Înalt - Південний вокзал

і 2 нерегулярні:
- 44S  Malu Rosu - Hale Coreco (лише на час закриття бульвару Незалежності)
- 202S  Pod Inalt - Hale Coreco (лише на час закриття бульвару Незалежності)

## Рухомий склад
20 тролейбусів SOLARIS TROLLINO 12